# Ішимов Богдан Вадимович
Богда́н Вади́мович Іши́мов (нар. 8 жовтня 1999, с.Бочечки,  Конотопський район, Сумська область, Україна — 12 травня 2023) — учасник російсько-української війни, солдат 3 окремої штурмової бригади, з'єднання Сухопутних військ ЗС України.

## Життєпис
Народився 8 жовтня 1999 року в селі Бочечки Конотопського району Сумської області в родині  робітників, проживав з  мамою, бабусею та дідусем.
У 2015 році закінчив 9 класів Бочечківської ЗОШ та вступив до Політехнічного технікуму Конотопського інституту Сумського державного університету (Класичний фаховий коледж СумДУ), після закінчення якого в 2019 році отримав спеціальність «Будівництво та експлуатація будівель і споруд».
Був призваний на строкову службу, яку проходив з 2019 по 2021 роки. З 2021 року жив та працював у Польщі.
Після початку повномасштабного вторгнення Росії в Україну, повернувся з-за кордону та призваний за мобілізацією на військову службу. 
З липня по серпень 2022 року перебував на військових навчаннях у Великій Британії. 
Після навчань направлений до 3-ї окремої штурмової бригади на базі підрозділу територіальної оборони «Азов», де пройшов курси медика. Позивний «Шумок». 
Богдан був дуже вправним бойовим медиком, рятував, виносив та лікував побратимів. Повністю віддавався службі. Жодного разу він не скаржився рідним або побратимам.
У січні 2023 року направлений у складі військової частини на Донецький напрямок.

## Військові звання
- Солдат (з 2022)

## Особисте життя
Дружина Анастасія (одружився 28.12.2022), є батьки, дітей не мав. 

## Загибель
Загинув Богдан Ішимов під час виконання бойового завдання 12 травня 2023 року на Донеччині, в районі населеного пункту Бахмут. 
Похований на Алеї Слави на кладовищі в м. Конотоп Сумської області.

## Нагороди і вшанування
- Орден «За мужність» III ступеня (9.12.2023) посмертно.
- У селі Бочечки Конотопського району Сумської області на будівлі школи, де навчався Богдан, встановлено меморіальну дошку, яку відкрито 12 вересня 2023 року.